# Malampa
Malampa är en provins i Vanuatu. Dess huvudstad är Lakatoro. Den har en yta på 2 779 km2, och den hade 38 386 invånare år 2013.